# 伊奇恰普拉姆
伊奇恰普拉姆（Ichchapuram），是印度安得拉邦Srikakulam县的一个城镇。总人口32650（2001年）。

## 人口
该地2001年总人口32650人，其中男性15796人，女性16854人；0—6岁人口4296人，其中男2174人，女2122人；识字率53.49%，其中男性为63.82%，女性为43.80%。